# Der Vollposten

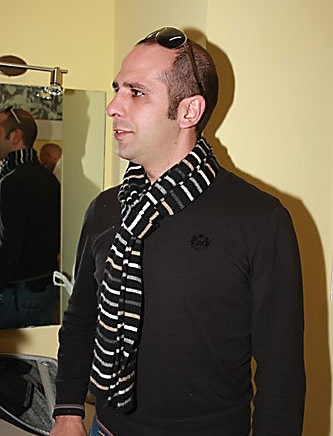
Checco Zalone (2008)

Der Vollposten (Originaltitel: Quo vado?; in Österreich vermarktet als Der Vollposten – Avanti Beamti) ist eine italienische Filmkomödie aus dem Jahr 2016 mit dem italienischen Comedian Checco Zalone, Regie führte Gennaro Nunziante. Der Vollposten ist der erfolgreichste italienische Film aller Zeiten und erzählt auf humoristische Weise vom Leben eines italienischen Provinzbeamten. Der deutschlandweite Kinostart war der 22. September 2016.

## Handlung
Checco hat in seinem Leben alles erreicht, was er sich seit seiner Jugend erträumt hatte. Schon als kleiner Junge war es sein größter Traum – ganz nach dem Vorbild seines Vaters – ein Beamter zu werden und die Vorteile eines sicheren Jobs auf Lebenszeit zu genießen. Er genießt eine Festanstellung als Beamter auf Lebenszeit im Landesamt für Jagd und Fischerei. Zu seinem rundum sorglosen Leben zählt auch das Wohnen bei seinen Eltern, da er als italienischer Mammone (Nesthocker) von seiner Mutter versorgt wird. Auf eine Verlobung mit seiner Freundin hat er daher auch herzlich wenig Lust.
Doch eines Tages verabschiedet die italienische Regierung eine Verwaltungsreform, die mit Personalkürzungen bei Beamten verbunden ist. Checco wird ins Ministerium bestellt, in welchem ihn die gnadenlose Beamtin Sironi vor die Wahl stellt: Freiwillige Kündigung oder Versetzung. Sein Vollposten ist Checco heilig und so entscheidet er sich für die Versetzung. Doch Sironi will ihn unbedingt loswerden. In der Hoffnung, dass er der Abfindung doch noch zustimmt, teilt sie ihm die unbeliebtesten Stellen des gesamten Globus zu. Doch Checco lässt sich auch mit dem Angebot einer einmaligen Abfindungszahlung nicht kleinkriegen. Schließlich greift die Beamtin zu härteren Mitteln und versetzt Checco an den Nordpol in eine Forschungsstation, wo er Wissenschaftler vor Eisbärangriffen beschützen soll. Gerade als er so weit ist, einzuknicken und seine heiß geliebte Festanstellung aufzugeben, lernt er Valeria kennen. Die hübsche Forscherin setzt sich für bedrohte Tierarten ein. Checco verliebt sich Hals über Kopf und so beginnt ein fantastisches Abenteuer, in dem er eine ganz neue Welt entdeckt und seinen eigenen Horizont erweitert. Für Valeria ist er sogar bereit, eingefleischte Lebensgewohnheiten aufzugeben und sein italienisches Temperament zu zügeln. Auch ihre drei Kinder aus früheren Beziehungen mit Vätern aus drei unterschiedlichen Kulturkreisen schrecken ihn nicht ab. Nach einer zwischenzeitlichen Rückkehr nach Italien, wo er in einem kleinen Dorf als Beamter mit der Auflösung der Privatzoos gewisser Mafiosi befasst ist und mit Valeria eine Tierauffangstation betreibt, und einer vorübergehenden Trennung von Valeria findet er schließlich nach der Geburt einer gemeinsamen Tochter mit Valeria sein Glück in Afrika und gibt seine Anstellung beim italienischen Staat auf. Die Beamtin Sironi hat mit dem Ausscheiden Zalones aus dem Staatsdienst ihren härtesten Fall gelöst und wird zum Kabinettsmitglied befördert.

## Synchronisation
Die deutsche Synchronisation führte RC Production durch, Dialogbuch und Regie verantwortete Marius Clarén. Die Synchronstimme für Checco Zalone übernahm der Schauspieler und Komiker Bastian Pastewka.

## Kinoerfolg
Ursprünglich produziert mit einem Gesamtbudget von 10 Millionen Euro, konnte Der Vollposten jedoch bereits in den ersten drei Spieltagen 24 Millionen Euro einspielen. Mit über 10 Millionen Zuschauern ist Der Vollposten der finanziell erfolgreichste italienische Film aller Zeiten und konnte in seinem Heimatland selbst Avatar und Star Wars: Das Erwachen der Macht hinter sich lassen. Nach Zuschauerzahlen liegt er auf Platz 34 aller italienischer Filme.

## Titel
Der italienische Titel Quo vado? bedeutet wörtlich übersetzt „Wohin gehe ich?“. Er kann als Anspielung auf die lateinische Bibelphrase Quo vadis? verstanden werden.

## Besetzung
Die auch im deutschsprachigen Raum bekannten Schlagersänger Al Bano und Romina Power haben Cameo-Auftritte.